# Remigia mutuarides
Remigia mutuarides är en fjärilsart som beskrevs av Embrik Strand 1917. Remigia mutuarides ingår i släktet Remigia och familjen nattflyn. Inga underarter finns listade.